# JDOM

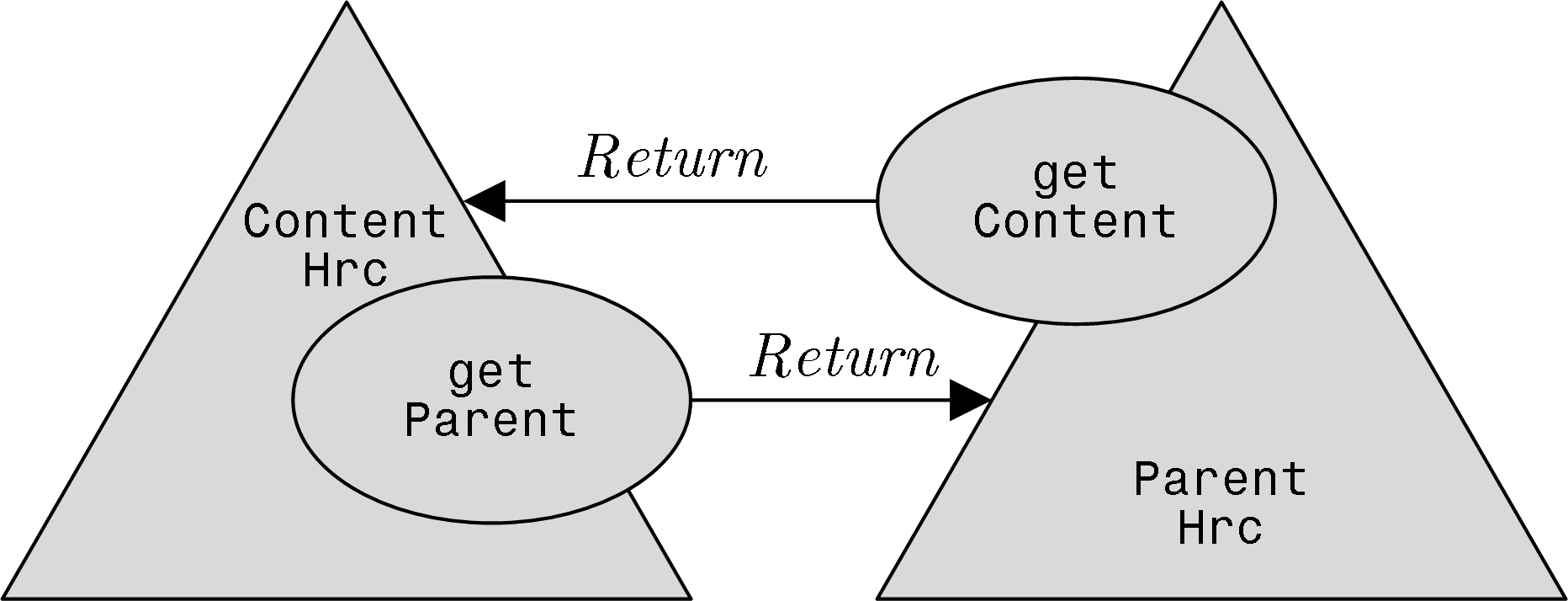
JDOM en LePUS3

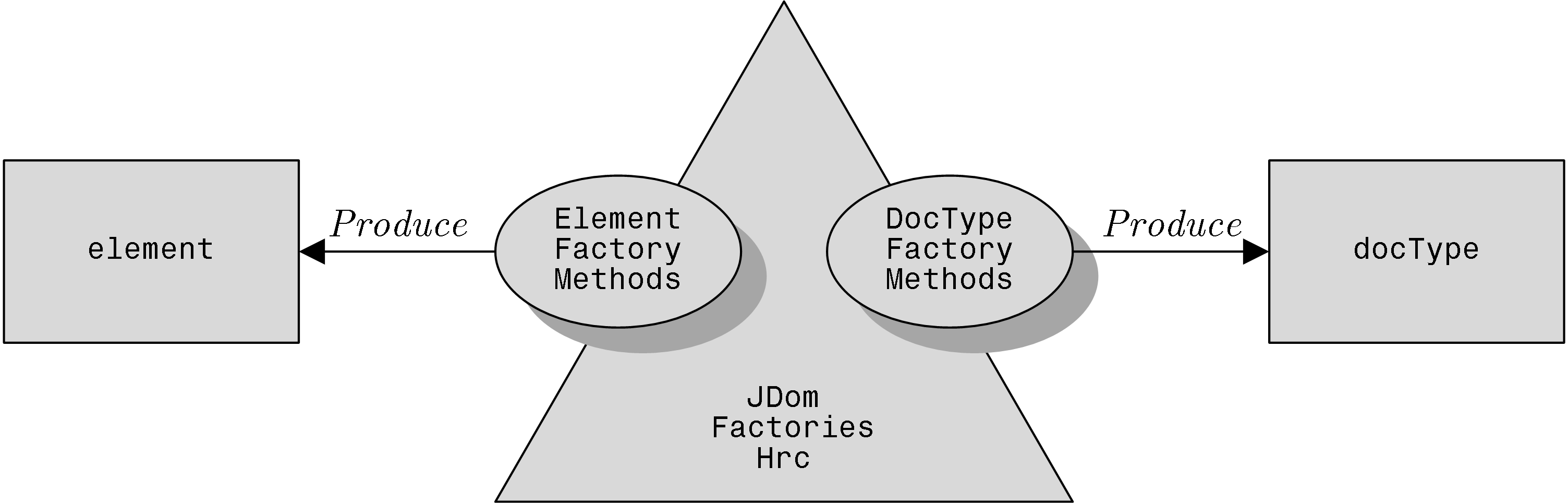
Fabriques JDOM en LePUS3

JDOM (acronyme de l'anglais Java Document Object Model), est une bibliothèque open source pour manipulation des fichiers XML en Java. Elle intègre DOM et SAX, et supporte XPath et XSLT. Elle utilise des analyses syntaxiques externes pour construire les documents.

## Exemples
Soit le fichier "magasin.xml" :
```
<magasin
 
nom=
"magasin pour geeks"
 
localisation=
"Tokyo, Japon"
>

  
<ordinateur
 
nom=
"iBook"
 
prix=
"1200"
 
/>

  
<manga
 
nom=
"Dragon Ball vol 1"
 
prix=
"9"
 
/>

</magasin>

```

Il est possible de parser le document en un arbre d'objets Java avec JDOM :
```
import
 
java.io.*
;

import
 
org.jdom.*
;

import
 
org.jdom.input.*
;

import
 
org.jdom.output.*
;

SAXBuilder
 
builder
 
=
 
new
 
SAXBuilder
();

Document
 
doc
 
=
 
builder
.
build
(
new
 
FileInputStream
(
"magasin.xml"
));

Element
 
root
 
=
 
doc
.
getRootElement
();

System
.
out
.
println
(
root
.
getName
());
 
// renvoie "magasin"

System
.
out
.
println
(
root
.
getAttributeValue
(
"nom"
));
 
//  "magasin pour geeks"

System
.
out
.
println
(
root
.
getAttributeValue
(
"localisation"
));
 
//  "Tokyo, Japon"

System
.
out
.
println
(
root
.
getChildren
());
 
// java.util.List de deux objets

```

Pour créer l'objet document sans fichier ni données en entrée :
```
Element
 
root
 
=
 
new
 
Element
(
"magasin"
);
 
// définit la racine comme : <magasin></magasin>

Document
 
doc
 
=
 
new
 
Document
(
root
);

```

Réciproquement, on peut construire un arbre d'éléments générant un fichier XML :
```
Element
 
root
 
=
 
new
 
Element
(
"magasin"
);

root
.
setAttribute
(
"nom"
,
 
"magasin pour geeks"
);

root
.
setAttribute
(
"localisation"
,
 
"Tokyo, Japon"
);

Element
 
item1
 
=
 
new
 
Element
(
"ordinateur"
);

item1
.
setAttribute
(
"nom"
,
 
"iBook"
);

item1
.
setAttribute
(
"prix"
,
 
"1200"
);

root
.
addContent
(
item1
);

XMLOutputter
 
outputter
 
=
 
new
 
XMLOutputter
();

outputter
.
output
(
new
 
Document
(
root
),
 
new
 
FileOutputStream
 
(
"magasin2.xml"
));

// crée la même chose que magasin.xml à partir du Java

```